# Jonesville (Carolina del Norte)
Jonesville es un pueblo ubicado en el condado de Yadkin en el estado estadounidense de Carolina del Norte. En el año 2000 tenía una población de 1.464 habitantes y una densidad poblacional de 301.4 personas por km².

## Geografía
Jonesville se encuentra ubicado en las coordenadas 36°14′8″N 80°50′32″O / 36.23556, -80.84222.

## Demografía
Según la Oficina del Censo en 2000 los ingresos medios por hogar en la localidad eran de $25.543, y los ingresos medios por familia eran $31.400. Los hombres tenían unos ingresos medios de $26.200 frente a los $20.242 para las mujeres. La renta per cápita para la localidad era de $16.528. Alrededor del 14.7% de las familias y del 17.4% de la población estaban por debajo del umbral de pobreza.